# Grand Prix automobile d'Abou Dabi 2019
GP précédent GP suivant
Le Grand Prix automobile d'Abou Dabi 2019 (Formula 1 Etihad Airways Abu Dhabi Grand Prix 2019) disputé le 1er décembre 2019 sur le Circuit Yas Marina, est la 1018e épreuve du championnat du monde de Formule 1 courue depuis 1950. Il s'agit de la 10e édition du Grand Prix d'Abou Dabi comptant pour le championnat du monde de Formule 1 et la vingt-et-unième et dernière manche du championnat 2019.
Mercedes Grand Prix achève sa saison comme elle l'a commencée, ses voitures réalisant les deux meilleurs temps des qualifications. Le sextuple champion du monde Lewis Hamilton réalise la 88e pole position de sa carrière, sa cinquième de l'année, mais la première depuis le Grand Prix d'Allemagne au mois de juillet. Il domine la troisième phase des qualifications en battant le record du circuit de Yas Marina à sa deuxième tentative. Le changement intégral de l'unité de puissance de la W10 de Valtteri Bottas le reléguant en fond de grille, Max Verstappen, auteur du troisième temps, part en première ligne derrière Hamilton. Charles Leclerc qui n'a pas pu améliorer son temps, les feux rouges s'allumant avant qu'il ne se relance, part en deuxième ligne, devant son coéquipier Sebastian Vettel. La troisième ligne est composée des jeunes pilotes Alexander Albon et Lando Norris. Daniel Ricciardo, septième temps, place sa Renault en quatrième ligne devant Carlos Sainz Jr. au volant de sa McLaren. Nico Hülkenberg et Sergio Pérez, initialement onzième et qui n'a pas disputé la Q3, partent de la cinquième ligne.
Lewis Hamilton boucle la saison en réalisant le quinzième hat trick (pole position, meilleur tour en course et victoire) de sa carrière, et même son sixième Chelem puisqu'il est resté en tête durant toute l'épreuve. Cette onzième victoire en 2019, la quatre-vingt-quatrième de sa carrière pour son 250e départ en Grand Prix, lui permet, avec 413 points, de battre le record de points inscrits en une saison.
Jamais inquiété durant l'épreuve, il ne cesse de creuser l'écart sur ses poursuivants et conserve même la tête après son unique arrêt du vingt-sixième tour. La bataille pour le podium oppose Max Verstappen et Charles Leclerc qui le dépasse dès le premier tour et roule en deuxième position jusqu'à son changement pour des gommes dures au douzième tour, immédiatement suivi par son coéquipier Sebastian Vettel dont l'arrêt dépasse les cinq secondes. Verstappen reste en piste jusqu'à la vingt-cinquième boucle et, grâce à ses pneus plus frais, dépasse Leclerc au trente-deuxième passage. Si le pilote Ferrari tente de reprendre son bien dans la foulée, son attaque échoue et il lâche prise. Il obtient son dixième podium de l'année mais Verstappen termine troisième du championnat. Valtteri Bottas, remonté depuis le fond de la grille, n'effectue qu'un seul arrêt et atteint la quatrième place, menaçant même Leclerc en fin de course. Le pilote Ferrari, tente un changement de stratégie (« plan C » comme il l'annonce à la radio) en rentrant une deuxième fois aux stands pour chausser des gommes tendres au trente-huitième tour, sans toutefois y trouver un avantage. Vettel, en manque de rythme, se classe cinquième en dépassant Alexander Albon à deux tours de l'arrivée. Sergio Pérez, après une belle manœuvre sur la McLaren de Lando Norris, lui ravit la septième place dans le dernier tour. Daniil Kvyat se classe neuvième et Carlos Sainz Jr., pourtant quatorzième à dix tours de l'arrivée, prend le meilleur sur Nico Hülkenberg pour marquer le point de la dixième place qui lui permet de finir sixième du championnat avec un point d'avance sur Pierre Gasly dont la course a été ruinée par un accrochage avec Lance Stroll dans le premier tour.  
Lewis Hamilton, seul pilote à avoir marqué des points dans chacune des courses de la saison, atteint un total de 413 points ; il tourne à une moyenne de dix victoires par an depuis 2014 et remporte son troisième titre consécutif, performance uniquement réalisée précédemment par Juan Manuel Fangio, Michael Schumacher et Sebastian Vettel. Valtteri Bottas (quatre victoires et quinze podiums) est vice-champion avec 326 points. Max Verstappen (trois victoires et neuf podiums) complète le podium avec 278 points. Charles Leclerc (deux victoires et dix podiums) achève sa première saison avec Ferrari au quatrième rang avec 264 points. Sebastian Vettel (240 points, une victoire et neuf podiums) est cinquième devant Carlos Sainz Jr. (96 points), Pierre Gasly (95 points) et Alexander Albon (92 points) qui ont échangé leurs volants en cours de saison, Daniel Ricciardo (54 points) et Sergio Pérez (52 points). Champion chez les constructeurs, Mercedes Grand Prix (739 points et neuf doublés) obtient son sixième sacre consécutif ; suivent Ferrari (504 points) et Red Bull Racing (417 points). McLaren, quatrième avec 145 points, réalise sa meilleure saison depuis 2012, loin devant Renault (91 points). Toro Rosso (85 points), Racing Point (73 points), Alfa Romeo (57 points), Haas (28 points) et Williams (1 point) complètent le palmarès du championnat.

## Pneus disponibles
| Pneus pour piste sèche | Pneus pour piste sèche | Pneus pour piste sèche | Pneus pluie    | Pneus pluie |
| ---------------------- | ---------------------- | ---------------------- | -------------- | ----------- |
| Durs (Type C3)         | Médiums (Type C4)      | Tendres (Type C5)      | Intermédiaires | Pluie       |

## Essais libres

### Première séance, le vendredi de 13 h à 14 h 30
| Pos. | Pilote           | Voiture        | Chrono         | Écart     |
| ---- | ---------------- | -------------- | -------------- | --------- |
| 1    | Valtteri Bottas  | Mercedes       | 1 min 36 s 957 |           |
| 2    | Max Verstappen   | Red Bull-Honda | 1 min 37 s 492 | + 0 s 535 |
| 3    | Lewis Hamilton   | Mercedes       | 1 min 37 s 591 | + 0 s 634 |
| 4    | Alexander Albon  | Red Bull-Honda | 1 min 38 s 084 | + 1 s 127 |
| 5    | Sebastian Vettel | Ferrari        | 1 min 38 s 906 | + 1 s 949 |
| 6    | Romain Grosjean  | Haas-Ferrari   | 1 min 39 s 146 | + 2 s 189 |

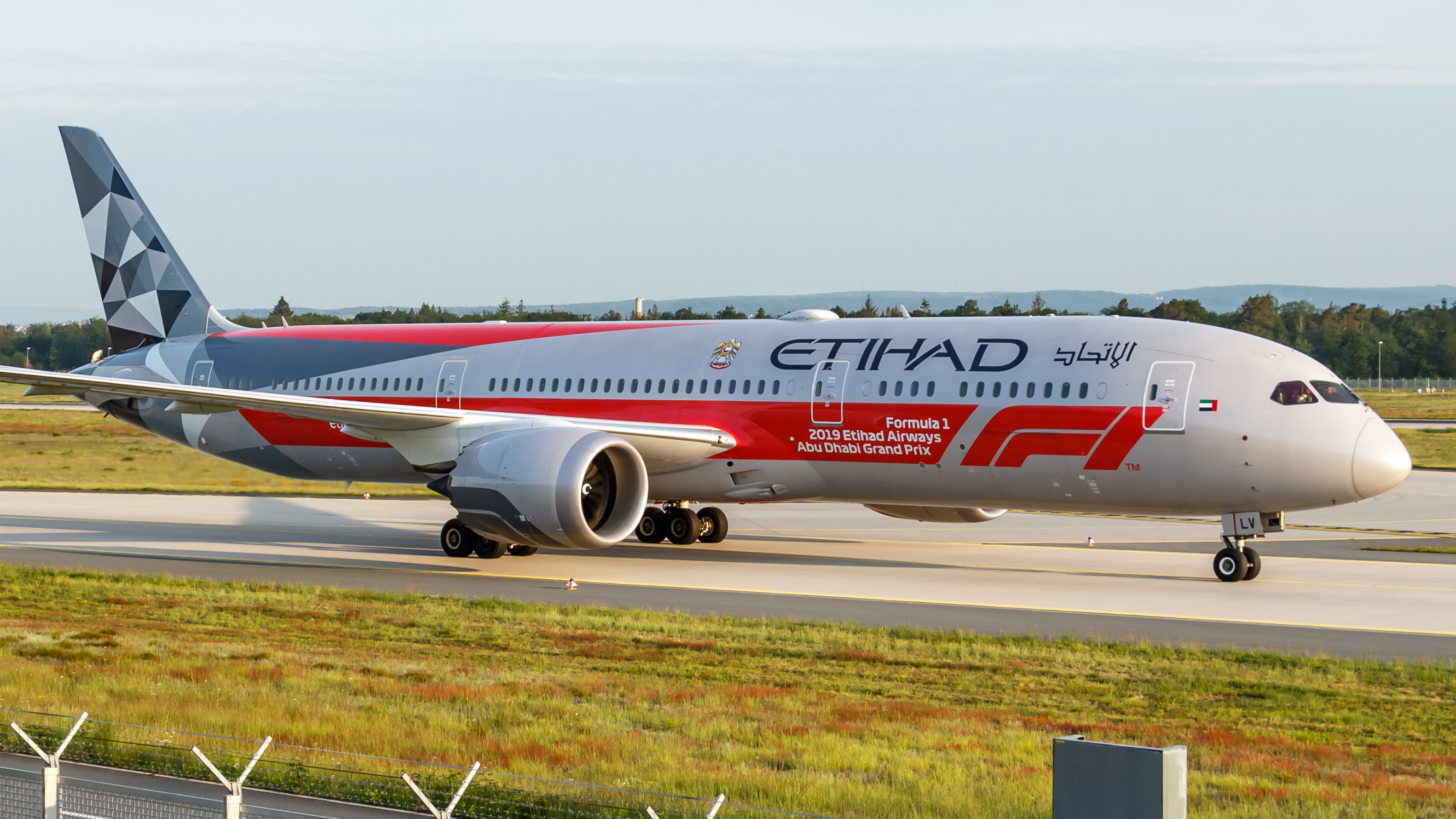
Promotion du Grand Prix sur un appareil de la compagnie Etihad Airways basée à Abou Dabi.

- La séance est interrompue deux fois : à une demi-heure de la fin quand Daniel Ricciardo explose son moteur, projetant de l'huile sur la piste et sur le casque de Pierre Gasly qui le suivait puis définitivement, en toute fin d'exercice quand, dans le virage no 19, Sebastian Vettel perd le contrôle de sa SF90 qui s'écrase latéralement contre le rail[4].

### Deuxième séance, le vendredi de 17 h à 18 h 30
| Pos. | Pilote           | Voiture        | Chrono         | Écart     |
| ---- | ---------------- | -------------- | -------------- | --------- |
| 1    | Valtteri Bottas  | Mercedes       | 1 min 36 s 256 |           |
| 2    | Lewis Hamilton   | Mercedes       | 1 min 36 s 556 | + 0 s 310 |
| 3    | Charles Leclerc  | Ferrari        | 1 min 36 s 642 | + 0 s 386 |
| 4    | Sebastian Vettel | Ferrari        | 1 min 36 s 691 | + 0 s 435 |
| 5    | Max Verstappen   | Red Bull-Honda | 1 min 38 s 807 | + 0 s 551 |
| 6    | Alexander Albon  | Red Bull-Honda | 1 min 37 s 288 | + 1 s 032 |

- Cette séance est marquée par un accrochage entre Valtteri Bottas et Romain Grosjean au virage no 11 qui provoque un drapeau rouge à vingt minutes de la fin. Le meilleur temps du pilote finlandais lui permet de devancer son coéquipier Lewis Hamilton et Charles Leclerc de trois dixièmes de seconde[6].

### Troisième séance, le samedi de 14 h à 15 h
| Pos. | Pilote           | Voiture        | Chrono         | Écart     |
| ---- | ---------------- | -------------- | -------------- | --------- |
| 1    | Max Verstappen   | Red Bull-Honda | 1 min 36 s 566 |           |
| 2    | Lewis Hamilton   | Mercedes       | 1 min 36 s 640 | + 0 s 074 |
| 3    | Valtteri Bottas  | Mercedes       | 1 min 36 s 655 | + 0 s 089 |
| 4    | Alexander Albon  | Red Bull-Honda | 1 min 36 s 927 | + 0 s 361 |
| 5    | Sebastian Vettel | Ferrari        | 1 min 36 s 975 | + 0 s 409 |
| 6    | Charles Leclerc  | Ferrari        | 1 min 37 s 010 | + 0 s 444 |

## Séance de qualifications

### Résultats des qualifications
| Pos.                                                                                      | Pilote             | Écurie                    | Qualifications 1 | Qualifications 2 | Qualifications 3 |
| ----------------------------------------------------------------------------------------- | ------------------ | ------------------------- | ---------------- | ---------------- | ---------------- |
| 1                                                                                         | Lewis Hamilton     | Mercedes                  | 1 min 35 s 851   | 1 min 35 s 634   | 1 min 34 s 779   |
| 2                                                                                         | Valtteri Bottas    | Mercedes                  | 1 min 36 s 200   | 1 min 35 s 674   | 1 min 34 s 973   |
| 3                                                                                         | Max Verstappen     | Red Bull-Honda            | 1 min 36 s 390   | 1 min 36 s 275   | 1 min 35 s 139   |
| 4                                                                                         | Charles Leclerc    | Ferrari                   | 1 min 36 s 478   | 1 min 35 s 543   | 1 min 35 s 219   |
| 5                                                                                         | Sebastian Vettel   | Ferrari                   | 1 min 36 s 963   | 1 min 35 s 786   | 1 min 35 s 339   |
| 6                                                                                         | Alexander Albon    | Red Bull-Honda            | 1 min 36 s 102   | 1 min 36 s 718   | 1 min 35 s 682   |
| 7                                                                                         | Lando Norris       | McLaren-Renault           | 1 min 37 s 545   | 1 min 36 s 764   | 1 min 36 s 436   |
| 8                                                                                         | Daniel Ricciardo   | Renault                   | 1 min 37 s 106   | 1 min 36 s 785   | 1 min 36 s 456   |
| 9                                                                                         | Carlos Sainz Jr.   | McLaren-Renault           | 1 min 37 s 358   | 1 min 36 s 308   | 1 min 36 s 459   |
| 10                                                                                        | Nico Hülkenberg    | Renault                   | 1 min 37 s 506   | 1 min 36 s 859   | 1 min 36 s 710   |
| 11                                                                                        | Sergio Pérez       | Racing Point-BWT Mercedes | 1 min 36 s 961   | 1 min 37 s 055   |                  |
| 12                                                                                        | Pierre Gasly       | Toro Rosso-Honda          | 1 min 37 s 198   | 1 min 37 s 089   |                  |
| 13                                                                                        | Lance Stroll       | Racing Point-BWT Mercedes | 1 min 37 s 528   | 1 min 37 s 103   |                  |
| 14                                                                                        | Daniil Kvyat       | Toro Rosso-Honda          | 1 min 37 s 683   | 1 min 37 s 141   |                  |
| 15                                                                                        | Kevin Magnussen    | Haas-Ferrari              | 1 min 37 s 710   | 1 min 37 s 254   |                  |
| 16                                                                                        | Romain Grosjean    | Haas-Ferrari              | 1 min 38 s 051   |                  |                  |
| 17                                                                                        | Antonio Giovinazzi | Alfa Romeo-Ferrari        | 1 min 38 s 114   |                  |                  |
| 18                                                                                        | Kimi Räikkönen     | Alfa Romeo-Ferrari        | 1 min 38 s 383   |                  |                  |
| 19                                                                                        | George Russell     | Williams-Mercedes         | 1 min 38 s 717   |                  |                  |
| 20                                                                                        | Robert Kubica      | Williams-Mercedes         | 1 min 39 s 236   |                  |                  |
| Temps minimal à réaliser pour la qualification : 1 min 42 s 561 (107 % de 1 min 35 s 851) |                    |                           |                  |                  |                  |

### Grille de départ
- Valtteri Bottas, auteur du deuxième temps, est pénalisé d'un départ depuis la dernière place de la grille de départ après le changement de l'intégralité de l'unité de puissance de sa monoplace ; il s'élance de la vingtième place[9],[10].

## Course

### Classement de la course
| Pos. | no | Pilote             | Écurie                    | Tours | Temps/Abandon                      | Grille | Points |
| ---- | -- | ------------------ | ------------------------- | ----- | ---------------------------------- | ------ | ------ |
| 1    | 44 | Lewis Hamilton     | Mercedes                  | 55    | 1 h 34 min 05 s 715 (194,710 km/h) | 1      | 25 + 1 |
| 2    | 33 | Max Verstappen     | Red Bull-Honda            | 55    | + 16 s 772                         | 2      | 18     |
| 3    | 16 | Charles Leclerc    | Ferrari                   | 55    | + 43 s 435                         | 3      | 15     |
| 4    | 77 | Valtteri Bottas    | Mercedes                  | 55    | + 44 s 379                         | 20     | 12     |
| 5    | 5  | Sebastian Vettel   | Ferrari                   | 55    | + 1 min 04 s 357                   | 4      | 10     |
| 6    | 23 | Alexander Albon    | Red Bull-Honda            | 55    | + 1 min 09 s 205                   | 5      | 8      |
| 7    | 11 | Sergio Pérez       | Racing Point-BWT Mercedes | 54    | + 1 tour                           | 10     | 6      |
| 8    | 4  | Lando Norris       | McLaren-Renault           | 54    | + 1 tour                           | 6      | 4      |
| 9    | 26 | Daniil Kvyat       | Toro Rosso-Honda          | 54    | + 1 tour                           | 13     | 2      |
| 10   | 55 | Carlos Sainz Jr.   | McLaren-Renault           | 54    | + 1 tour                           | 8      | 1      |
| 11   | 3  | Daniel Ricciardo   | Renault                   | 54    | + 1 tour                           | 7      |        |
| 12   | 27 | Nico Hülkenberg    | Renault                   | 54    | + 1 tour                           | 9      |        |
| 13   | 7  | Kimi Räikkönen     | Alfa Romeo-Ferrari        | 54    | + 1 tour                           | 17     |        |
| 14   | 20 | Kevin Magnussen    | Haas-Ferrari              | 54    | + 1 tour                           | 14     |        |
| 15   | 8  | Romain Grosjean    | Haas-Ferrari              | 54    | + 1 tour                           | 15     |        |
| 16   | 99 | Antonio Giovinazzi | Alfa Romeo-Ferrari        | 54    | + 1 tour                           | 16     |        |
| 17   | 63 | George Russell     | Williams-Mercedes         | 54    | + 1 tour                           | 18     |        |
| 18   | 10 | Pierre Gasly       | Toro Rosso-Honda          | 53    | + 2 tours                          | 11     |        |
| 19   | 88 | Robert Kubica      | Williams-Mercedes         | 53    | + 2 tours                          | 19     |        |
| Abd. | 18 | Lance Stroll       | Racing Point-BWT Mercedes | 45    | Freins                             | 12     |        |

### Pole position et record du tour
- Pole position :  Lewis Hamilton (Mercedes) en 1 min 34 s 779 (210,958 km/h)[12].
- Meilleur tour en course :  Lewis Hamilton (Mercedes) en 1 min 39 s 283 (201,388 km/h) au cinquante-troisième tour[13].

### Tours en tête
- Lewis Hamilton (Mercedes) : 55 tours (1-55)[14]

## Classements généraux à l'issue de la course
| Pos.     | Pilote             | Écurie                    | Points |
| -------- | ------------------ | ------------------------- | ------ |
| Champion | Lewis Hamilton     | Mercedes                  | 413    |
| 2        | Valtteri Bottas    | Mercedes                  | 326    |
| 3        | Max Verstappen     | Red Bull-Honda            | 278    |
| 4        | Charles Leclerc    | Ferrari                   | 264    |
| 5        | Sebastian Vettel   | Ferrari                   | 240    |
| 6        | Carlos Sainz Jr.   | McLaren-Renault           | 96     |
| 7        | Pierre Gasly       | Toro Rosso-Honda          | 95     |
| 8        | Alexander Albon    | Red Bull-Honda            | 92     |
| 9        | Daniel Ricciardo   | Renault                   | 54     |
| 10       | Sergio Pérez       | Racing Point-BWT Mercedes | 52     |
| 11       | Lando Norris       | McLaren-Renault           | 49     |
| 12       | Kimi Räikkönen     | Alfa Romeo-Ferrari        | 43     |
| 13       | Nico Hülkenberg    | Renault                   | 37     |
| 14       | Daniil Kvyat       | Toro Rosso-Honda          | 37     |
| 15       | Lance Stroll       | Racing Point-Mercedes     | 21     |
| 16       | Kevin Magnussen    | Haas-Ferrari              | 20     |
| 17       | Antonio Giovinazzi | Alfa Romeo-Ferrari        | 14     |
| 18       | Romain Grosjean    | Haas-Ferrari              | 8      |
| 19       | Robert Kubica      | Williams-Mercedes         | 1      |

| Pos.     | Écurie                    | Points |
| -------- | ------------------------- | ------ |
| Champion | Mercedes                  | 739    |
| 2        | Ferrari                   | 504    |
| 3        | Red Bull-Honda            | 417    |
| 4        | McLaren-Renault           | 145    |
| 5        | Renault                   | 91     |
| 6        | Toro Rosso-Honda          | 85     |
| 7        | Racing Point-BWT Mercedes | 73     |
| 8        | Alfa Romeo-Ferrari        | 57     |
| 9        | Haas-Ferrari              | 28     |
| 10       | Williams-Mercedes         | 1      |

## Statistiques
Le Grand Prix d'Abou Dabi 2019 représente :
- la 88e pole position de Lewis Hamilton, sa cinquième à Abou Dabi et sa cinquième de la saison[17] ;
- la 84e victoire de Lewis Hamilton, sa onzième de la saison, pour son 250e départ en Grand Prix[18] ;
- le 6e chelem de sa carrière pour Lewis Hamilton[19] ;
- le 15e hat trick de sa carrière pour Lewis Hamilton[20] ;
- la 102e victoire de Mercedes Grand Prix en tant que constructeur[21] ;
- la 188e victoire de Mercedes en tant que motoriste[22].

Au cours de ce Grand Prix :
- Lewis Hamilton établit un nouveau record de 413 points inscrits lors d'un championnat du monde ; il bat son précédent record de 408 points marqués en 2018[23] ;
- Lewis Hamilton établit un nouveau record de 19 Grands Prix dans l'année avec au moins un tour en tête ; il détrône Sebastian Vettel qui avait passé au moins un tour en tête de 18 courses en 2013[24] ;
- Lewis Hamilton est le seul pilote à avoir terminé toutes les courses de la saison, qui plus est en marquant des points à chaque reprise[25] ;
- Charles Leclerc passe la barre des 300 points inscrits en Formule 1 (303 points inscrits)[26] ;
- Nico Hülkenberg, pour son dernier Grand Prix de Formule 1, est élu « Pilote du jour » à l'issue d'un vote organisé sur le site officiel de la Formule 1[27] ;
- Derek Warwick (146 départs en Grands Prix entre 1981 et 1993, quatre podiums, 71 points inscrits) est nommé conseiller par la FIA pour aider dans leurs jugements le groupe des commissaires de course[28].